# Präskript
Der Begriff Präskript setzt sich aus den lateinischen Wörtern prae („vor“) und scribere („schreiben“) zusammen, bezeichnet also das „davor Geschriebene“. Die so bezeichnete formelhafte Wendung steht als Einleitung am Anfang antiker Briefe, also vor dem eigentlichen Inhalt des Briefes. Ein Präskript umfasst in der Grundversion drei Bestandteile: den Namen des Absenders (lat. superscriptio), den Namen des Adressaten (lat. adscriptio) und einen Gruß (lat. salutatio). Beispielsweise schreibt Seneca als Präscript: Seneca Lucilio suo salutem („Seneca grüßt seinen Lucilius“).
Das gleiche Schema findet sich auch in Briefen des Neuen Testaments. So beginnt der Jakobusbrief mit den Worten: „Jakobus [...] grüßt die zwölf Stämme in der Diaspora.“ (Jak 1,1 ). Die Mehrzahl der Briefe im Neuen Testament enthält anstelle eines einfachen Grußes einen Segenswunsch, etwa „Gnade sei mit euch und Friede von Gott“ (Eph 1,2 ).
Paulusbriefe enthalten ein erweitertes Präskript.
Nach dem Präskript steht ein Proömium, in dem die Adressaten angesprochen werden (oft durch einen Wohlergehenswunsch), und/oder Gott in Form von Lob (was als Eulogie bezeichnet wird, etwa „Gelobt sei Gott …“), Dank oder Fürbitte.